# جان ام فابین
جان مک‌کرری فابین (به انگلیسی: John McCreary Fabian) فضانورد اهل کشور ایالات متحده آمریکا است که در ۲۸ ژانویهٔ ۱۹۳۹ میلادی در بی تاون، تگزاس زاده شد. وی در مأموریت اس‌تی‌اس-۷، اس‌تی‌اس-۵۱-جی حضور داشته است.